# Musikjahr 1855
Liste der Musikjahre

◄◄ | ◄ | 1851 | 1852 | 1853 | 1854 | Musikjahr 1855 | 1856 | 1857 | 1858 | 1859 | ► | ►►

Weitere Ereignisse
Dieser Artikel behandelt das Musikjahr 1855.

## Ereignisse

### Instrumental und Vokalmusik (Auswahl)
- 17. Februar: Die Uraufführung der dritten Fassung des Klavierkonzert Nr. 1 Es-Dur von Franz Liszt mit Hector Berlioz als Dirigent und Franz Liszt als Solist erfolgt im Kleinen Saal des Weimarer Schlosses. Liszt hat das Werk dem Klaviervirtuosen Henry Litolff gewidmet.
- 26. September: Uraufführung der Fantasie und Fuge über den Choral „Ad nos, ad salutarem undam“ von Franz Liszt durch Alexander Winterberger im Merseburger Dom.
- Franz Berwald komponiert sein Klavierkonzert D-Dur.
- Georges Bizet schreibt im November die Sinfonie C-Dur, die aber zu seinen Lebzeiten weder aufgeführt noch gedruckt wurde. Erst im Jahr 1935 gelangte das Werk zur Uraufführung. Vermutlich war das Werk eine studentische Hausaufgabe.
- Johannes Brahms komponiert folgende drei Werke, die alle erst posthum veröffentlicht werden: (1) Gavotte WoO posth. 3; (2) 2 Gigues WoO posth. 4 und (3) 2 Sarabanden WoO posth. 5.
- Anton Bruckner: Kantaten Festgesang, auch Jodok-Kantate genannt, WAB 15 und Auf, Brüder, auf! Und die Saiten zur Hand, WAB 60
- Frédéric Chopins drei Walzer op. 70, die er im Zeitraum von 1829 bis 1842 komponiert hatte, werden posthum von seinem engen Freund Julian Fontana veröffentlicht.
- Michail Iwanowitsch Glinka verfasst das Chorwerk Gebet in einer schweren Lebenslage.
- Charles Gounods Messe solennelle en l’honneur de Sainte-Cécile (Cäcilienmesse) wird am 22. November 1855, dem Jahrestag der Hl. Cäcilia, in St-Eustache de Paris uraufgeführt.
- Franz Liszt: Klavierkonzert Nr. 1 Es-Dur S 124, Uraufführung am 17. Februar in Weimar mit Liszt am Klavier nd der Staatskapelle unter der Leitung von Hector Berlioz.
- Anton Grigorjewitsch Rubinstein komponiert die Klaviersonate Nr. 3 F-Dur op. 41 und die Bratschensonate f-Moll op. 49 und die 3. Symphonie A-Dur op. 56.
- Bedřich Smetana führt seine Triumph-Sinfonie E-Dur, op. 6 erstmals auf. Das Werk ist der österreichischen Kaiserin Elisabeth von Österreich-Ungarn gewidmet und zitiert die 1797 von Joseph Haydn komponierte Österreichische Kaiserhymne.

### Musiktheater

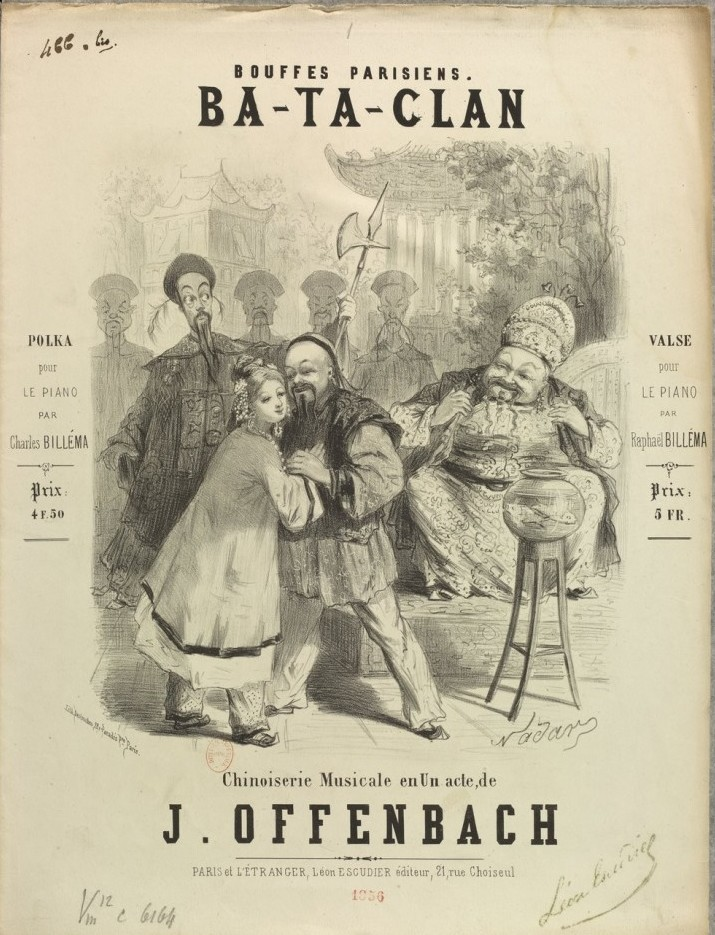
Notenheft zur Operette Ba-ta-clan von Jacques Offenbach und Ludovic Halévy

- 02. Juni: Die Uraufführung der Oper Jenny Bell von Daniel-François-Esprit Auber auf das Libretto von Eugène Scribe findet an der Opéra-Comique in Paris statt.
- 13. Juni: Giuseppe Verdis Oper Les vêpres siciliennes (Die sizilianische Vesper) auf ein Libretto von Eugène Scribe und Charles Duveyrier wird in französischer Sprache im Rahmen der Pariser Weltausstellung am Théatre Impérial de L’Opéra in Paris uraufgeführt.
- 05. Juli: Jacques Offenbach, dessen Stücke von den etablierten Pariser Theatern nicht aufgeführt werden, eröffnet sein eigenes Theater, das Théâtre des Bouffes-Parisiens mit einer Uraufführung seiner halbstündigen Operette Les deux aveugles (Die beiden Blinden) mit dem Libretto von Jules Moinaux.
- 31. August: Mit der Operette die Die Zaubergeige nach einem Libretto von Eugène Mestépès und Antoine Chevalet bringt Jacques Offenbach ein weiteres Bühnenwerk heraus.
- 17. Oktober: Die Oper Le bousard de Berenchy von Adolphe Adam wird in der Opéra-Comique in Paris uraufgeführt. Das Libretto des zweiaktigen Werks stammt von Joseph Bernhard Rosier.
- 29. Dezember: Die Uraufführung der Operette Ba-ta-clan von Jacques Offenbach erfolgt an seinem Théâtre des Bouffes-Parisiens in Paris. Das Libretto stammt von Ludovic Halévy. Die beiden Künstler nennen ihr Werk eine chinoiserie musicale.

Weitere Uraufführungen
- Giovanni Pacini: Die Oper Niccolò de’ Lapi wird in Rio de Janeiro in Brasilien erstmals aufgeführt.
- Die Opern Jaguarita l’Indienne und L’inconsolable von Fromental Halévy feiern 1855 ihre Premieren.
- Albert Grisar bringt seine Oper Le Chien du jardinier an der Opéra-Comique in Paris zur Uraufführung.
- Emilio Arrieta bringt folgende drei Zarzuelas heraus: (1) Guerra a Muerte; (2) La dama del Rey und (3) Marina. Das dritte Stück besteht aus zwei Akten und basiert auf einem Libretto von Francisco Camprodón.
- Die Oper La Cour de Célimène von Ambroise Thomas wird an der Opéra-Comique in Paris uraufgeführt. Das Libretto stammt von Joseph-Bernard Rosier.
- Um 1855 entsteht auch die erste Oper des Komponisten Georges Bizet mit dem Titel La maison du docteur, die zu Lebzeiten des Komponisten nicht aufgeführt wird.
- Jacques Offenbach: Neben den drei oben aufgeführten Werken schafft der Komponist im Jahr 1855 noch die Operette Trafalgar sur un volcano.

### Geistliche Musik
- Charles Gounods Messe solennelle en l’honneur de Sainte-Cécile (Cäcilienmesse) wird am 22. November 1855, dem Jahrestag der Hl. Cäcilia, in St-Eustache de Paris uraufgeführt.

### Unterhaltungsmusik
- Johann Strauss (Sohn): Der Komponist brachte im Jahr 1855 folgende Werke heraus: Nachtfalter (Walzer) (Walzer) op. 157; Panacea-Klänge (Walzer) op. 161; Glossen (Walzer) op. 163; Sirenen (Walzer) op. 164; Man lebt nur einmal (Walzer) op. 167; Freuden-Salven (Walzer) op. 171; Gedanken auf den Alpen (Walzer) op. 172; Ella-Polka op. 160; Souvenir-Polka op. 162; Aurora-Polka op. 165; Nachtveilchen op. 170; Leopoldstädter Polka op. 168; Marie Taglioni-Polka op. 173; Le Papillon-Polka op. 174; Handels-Elite-Quadrille op. 166 und die Bijouterie-Quadrille op. 169.

## Geboren

### Januar bis Juni
- 07. Januar: Ludwig Schultze-Strelitz, deutscher Gesangspädagoge, Musikwissenschaftler und Herausgeber († 1901)
- 13. Januar: Henry Heyman, US-amerikanischer Geiger und Musikpädagoge († 1924)
- 14. Januar: Louise Kaulich-Lazarich, österreichische Opernsängerin († 1939)
- 20. Januar: Ernest Chausson, französischer Komponist († 1899)
- 22. Januar: Ernst Kullak, deutscher Komponist († 1922)
- 20. Februar: Hanna Satyrkewytsch-Karpynska, ukrainische Theaterschauspielerin († 1921)
- 21. Februar: Vincenzo Valente, italienischer Komponist und Tondichter († 1921)
- 12. März: Theodor Carstenn, deutscher Kantor, Musiklehrer und Musikpublizist († 1892)
- 23. März: Amy Sherwin, australische Opernsängerin († 1935)

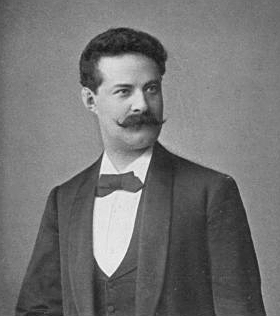
Heinrich Grünfeld; * 21. April

- 21. April: Heinrich Grünfeld, österreichischer Komponist, Cellist und Musikpädagoge († 1931)
- 05. Mai: Ludwig Schlögel, tschechischer Komponist, Hornist und Militärkapellmeister († 1894)
- 06. Mai: Viktorin Berger, salzburgischer römisch-katholischer Geistlicher und Kirchenmusiker († 1914)
- 09. Mai: Julius Röntgen, deutsch-niederländischer Komponist und Pianist († 1932)
- 11. Mai: Anatoli Konstantinowitsch Ljadow, russischer Komponist († 1914)
- 05. Juni: Ernst Jedliczka, deutscher Pianist und Musikpädagoge russischer Herkunft († 1904)
- 05. Juni: Hanuš Wihan, tschechischer Cellist und Musikpädagoge († 1920)
- 17. Juni: Karl Dibbern, deutscher Kapellmeister, Regisseur und Komponist († 1919)
- 17. Juni: Fritz Kauffmann, deutscher Komponist und Dirigent († 1934)

### Juli bis Dezember
- 10. Juli: Agrafena Matwejewna Krjukowa, russische bzw. sowjetische Erzählerin und Sängerin († 1921)
- 16. Juli: Charles Francis Abdy Williams, britischer Organist, Violinist, Musikwissenschaftler und Musikschriftsteller († 1923)
- 25. Juli: Edward Solomon, englischer Komponist und Dirigent († 1895)

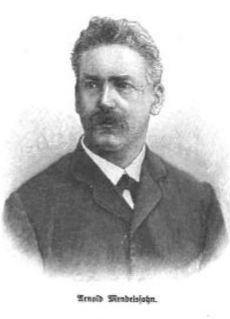
Arnold Mendelssohn; * 26. Dezember

- 15. August: Zug Alijewitsch Teutschesch, russisch-sowjetischer Dichter und Aschug († 1940)
- 29. August: Emil Paur, österreichischer Dirigent und Komponist († 1932)
- 03. September: Heinrich Conried, österreichischer Schauspieler, Theaterleiter und Direktor der Metropolitan Opera († 1909)
- 16. September: Claver Casavant, kanadischer Orgelbauer († 1933)
- 12. Oktober: Arthur Nikisch, ungarischer Dirigent († 1922)
- 30. Oktober: Károly Aggházy, ungarischer Pianist und Komponist († 1918)
- 11. Dezember: Ernesto Elorduy, mexikanischer Komponist und Pianist († 1913)
- 26. Dezember: Arnold Mendelssohn, deutscher Komponist († 1933)
- 28. Dezember: Georg Rolle, deutscher Sänger und Gesangspädagoge († 1934)

### Genaues Geburtsdatum unbekannt
- Tatyos Efendi, türkischer Komponist († 1913)
- Max Möhring, deutscher Komponist und Musikpädagoge († 1934)

## Gestorben

### Todesdatum gesichert
- 6. April: Georg Laurenz Schneider, deutscher Komponist und Dirigent (* 1766)
- 10. April: Marie Pachler, österreichische Musikerin, Komponistin und Salonnière (* 1794)

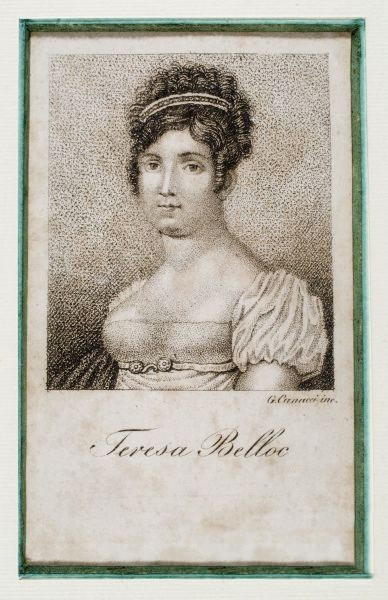
Teresa Belloc; † 13. Mai

- 13. Mai: Teresa Belloc, italienische Opernsängerin (* 1784)
- 14. Mai: Georg Karl Wisner von Morgenstern, kroatischer Komponist, Dirigent und Musikpädagoge (* 1783)
- 20. Juli: Carl Gotthelf Böhme, deutscher Musikverleger, Musikalienhändler und Tabakfabrikant (* 1785)
- 28. Juli: Jean-Antoine Petipa, französischer Tänzer, Choreograf und Tanzpädagoge (* 1787)
- 14. August: August Ludwig Gottlob Krehl, deutscher evangelischer Theologe, Hochschullehrer und Kirchenlieddichter (* 1784)
- 28. August: Johann Carl Hickel, österreichischer Schriftsteller und Librettist (* 1811)
- 16. September: Max Keller, deutscher Komponist und Organist (* 1770)
- 15. Oktober: Désiré-Alexandre Batton, französischer Komponist (* 1798)
- 29. Oktober: Ludwika Jędrzejewicz, polnische Komponistin und Schriftstellerin (* 1807)
- 19. November: Ambros Rieder, österreichischer Komponist und Organist (* 1771)
- 14. Dezember: Elise von Schlick, österreichische Komponistin, Dichterin und Salonière (* 1792)
- 26. Dezember: Marietta Marcolini, italienische Schauspielerin und Opernsängerin (* um 1780)

### Genaues Todesdatum unbekannt
- Iwan Fjodorowitsch Laskowski, russischer Komponist und Pianist (* 1799)